# Deiva Marina
Deiva Marina est une commune de la province de La Spezia dans la région Ligurie en Italie.

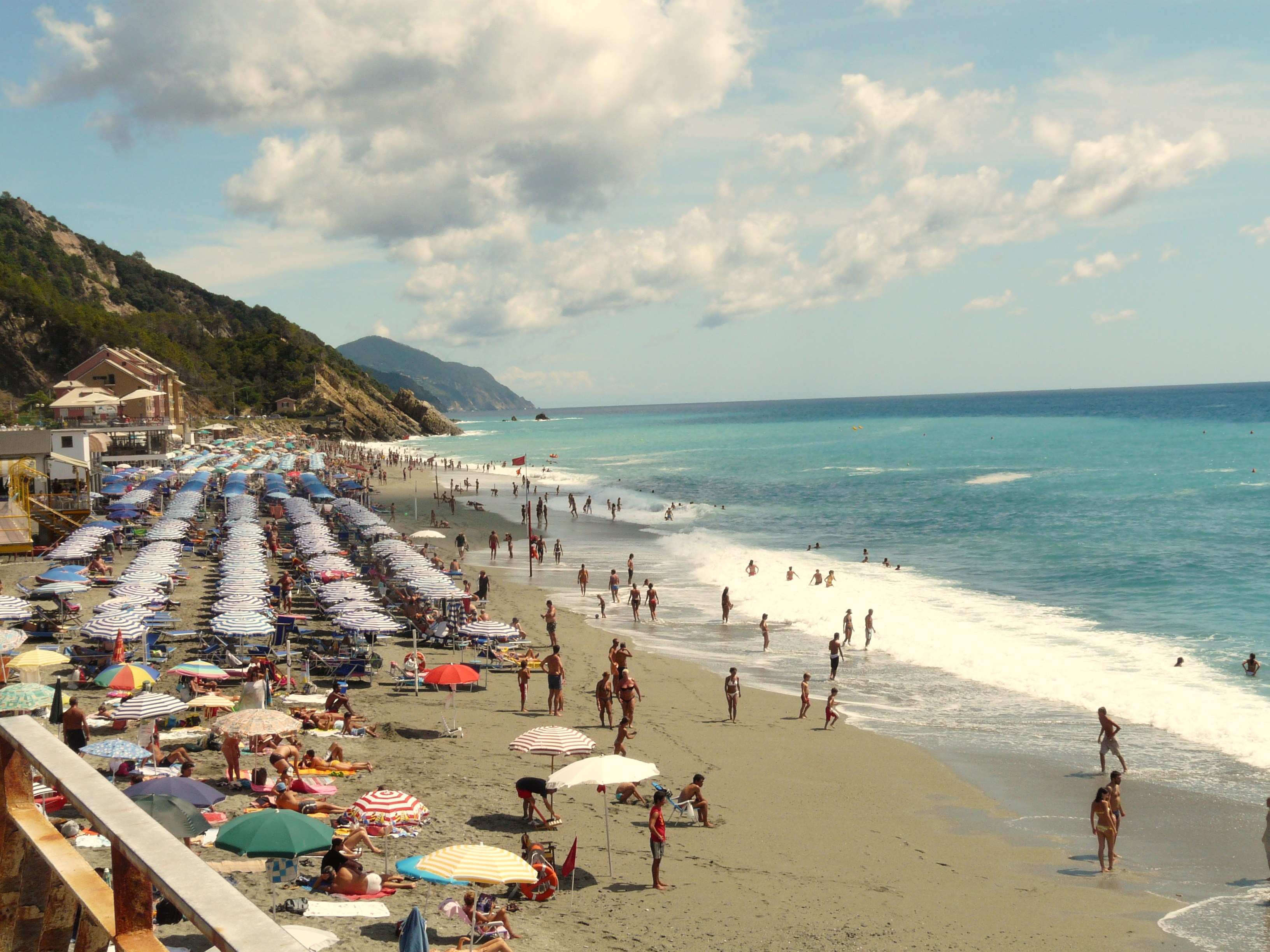
La plage de Deiva Marina

## Administration
| Période                                  | Période  | Identité     | Étiquette     | Qualité |
| ---------------------------------------- | -------- | ------------ | ------------- | ------- |
| 16 juin 2004                             | En cours | Ettore Berni | Centro-Destra |         |
| Les données manquantes sont à compléter. |          |              |               |         |

### Hameaux
Mezzema, Mulino, Miniera, Colle, Piazza, Ca' Mirò

### Communes limitrophes
Carro, Carrodano, Castiglione Chiavarese, Framura, Moneglia